# Тиха бухта
Тиха бухта (крим. Tınç Körfezi) — бухта в Криму, між селищами Коктебель та Кайгадор.

## Опис
Знаходитьвся у Феодосійському районі Автономної Республіки Крим, Україна, обмежена П'ятим мисом та мисом Топрак-Кая.
З півночі бухту обмежує хребет Буюк-Янишар. Сама бухта знаходиться в Коктебельській затоці і відкрита на південь. Ширина бухти близько 2,5 км, вдається в сушу на 0,7 км. Піщані пляжі розташовані у західній половині бухти. Їхня протяжність становить 1,6 км. У східній частині бухти берег скелястий із невеликими галечниковими пляжами. Бухта межує з бухтою Провато та Мертвою бухтою.
Бухта також послужила знімальним майданчиком для багатьох відомих фільмів.
Входить до регіонального ландшафтного парку «Тиха бухта».
Після окупації Криму росією окупанти почали забудову Тихої бухти.

### Пляж
На узбережжі знаходиться піщаний пляж бухти Тихий — відоме та популярне місце відпочинку у Криму серед автотуристів та неорганізованих «диких» туристів. Сюди легко дістатися, від селища Коктебель до пляжу лише 3 км ґрунтової автодороги. Глибини біля пляжу наростають поступово, піщане дно. Джерел прісної води поблизу немає.